# Étiolles de Bonis
Étiolles ou valse pour piano, op. 2, est une œuvre de la compositrice Mel Bonis, datant de 1884.

## Composition
Mel Bonis compose Étiolles : valse pour piano en 1884. L'œuvre, dédiée à sa mère Marie-Anne-Clémence Mangin, est publiée aux éditions Léon Grus en 1884. Elle est rééditée en 2013 par les éditions Furore.

## Analyse
L'œuvre fait partie d'un des genres favoris de la compositrice : celui de la valse. Dans Étiolles, le style d'écriture est encore peu sophistiqué. 

## Discographie
- Myriam Barbaux-Cohen (piano) et Mel Bonis, Mémoires d'une femme, Ars Produktion, janvier 2022. (EAN 4260052383490)

## Sources
- Étienne Jardin, Mel Bonis (1858-1937) : parcours d'une compositrice de la Belle Époque, 2020 (ISBN 978-2-330-13313-9 et 2-330-13313-8, OCLC 1153996478, lire en ligne)